# Королевский колледж (Кембридж)
Королевский колледж, также Кингс-колледж (англ. King's College) — один из колледжей Кембриджского университета.

## Исторический очерк
Колледж был основан в 1441 году королём Генрихом VI, вскоре после основания Итона. В том же году появились первые здания, в настоящее время являющиеся частью Олд Скулз. В 1443 году было принято решение об увеличении размаха строительства, и в 1445 году началось масштабное строительство в центре Кембриджа, однако начавшаяся Война Алой и Белой розы привела к уменьшению финансирования, и не всё, что было запланировано, удалось осуществить. Работы продолжались (с перерывами) в царствование Генриха VII и были завершены только при Генрихе VIII. Капелла Королевского колледжа считается одним из лучших образцов поздней английской готической архитектуры.
Колледжу были даны значительные феодальные привилегии, а сам король совершил в его адрес ряд пожертвований. В качестве колледжа-побратима (sister college) Королевского колледжа был определён Новый колледж Оксфорда, а связь его с Итоном была организована по образцу, заданному У. Уайкхэмом для Нового колледжа и Винчестерского колледжа.
Первоначально в Королевском колледже обучались семьдесят выпускников Итона; в 1865 году колледж впервые принял студентов, которые не были выходцами из Итона. В настоящее время связь колледжа с Итоном в целом ослабла; однако, студенты-выходцы из Итона сохраняют привилегию при распределении университетских стипендий.

## Известные выпускники
- Роберт Уолпол (1676—1745), первый премьер-министр Великобритании.
- Джордж Сантаяна (1863—1952), философ.
- Джон Мейнард Кейнс (1883—1946), экономист.
- Галуст Гюльбенкян (1869—1955), британский финансист, магнат и филантроп
- Руперт Брук (1887—1915), поэт.
- Алан Тьюринг (1912—1954), математик.
- Фредерик Сенгер (1918—2013), химик
- Салман Рушди (р. 1947), писатель.
- Уэбстер, Чарльз Кингсли (1886—1961), историк и дипломат.
- Гамильтон, Александр (1755—1804), государственный деятель США, видный деятель Американской революции (Войны за независимость США). Идеолог и руководитель Партии федералистов с момента её создания. Автор программы ускоренного торгово-промышленного развития США, 1-й министр финансов США.